# دارلينغتون
دارلينغتون (بالإنجليزية: Darlington)‏ هي بلدة تقع في مقاطعة درم في شمال شرق إنجلترا، وهي أيضاً جزء من وادي تيس (بالإنجليزية: Tees Valley)‏. بلغ عدد سكانها عام 2011 مئة وستة آلاف نسمة.